# Ginger Snaps Back
Ginger Snaps Back: The Beginning é um filme de terror canadense de 2004 e uma prequela de Ginger Snaps e Ginger Snaps 2: Unleashed . Estreou no Fantasia International Film Festival em 10 de julho de 2004. Após a decepção do lançamento nos cinemas do segundo filme, Ginger Snaps Back: The Beginning, foi lançado diretamente em DVD.
Este terceiro capítulo da série Ginger Snaps se passa no Canadá do século 19, seguindo os ancestrais das irmãs Fitzgerald dos dois filmes anteriores: Ginger (Katharine Isabelle) e Brigitte (Emily Perkins), que são idênticas em todos os aspectos aos seus homólogos modernos.

## Elenco
- Katharine Isabelle... Ginger Fitzgerald
- Emily Perkins... Brigitte Fitzgerald
- Nathaniel Arcand... Hunter
- JR Bourne... James
- Hugh Dillon... Reverendo Gilbert
- Adrien Dorval... Seamus
- Brendan Fletcher... Finn
- David La Haye... Claude
- Tom McCamus... Rowlands Wallace
- Fabian pássaro... Milo
- Kirk Jarrett... Owen
- David MacInnis... Cormac
- Stevie Mitchell... Geoffre

## Recepção
O Bloody Disgusting classificou-o com 5/5 estrelas e disse que "supera seus dois antecessores aos trancos e barrancos". Joshua Siebalt do Dread Central avaliou 2,5/5 e escreveu que o filme não faz jus às parcelas anteriores da série.